# Holtensen (Einbeck)
Holtensen ist eine Ortschaft der Stadt Einbeck im südniedersächsischen Landkreis Northeim.

## Geografie

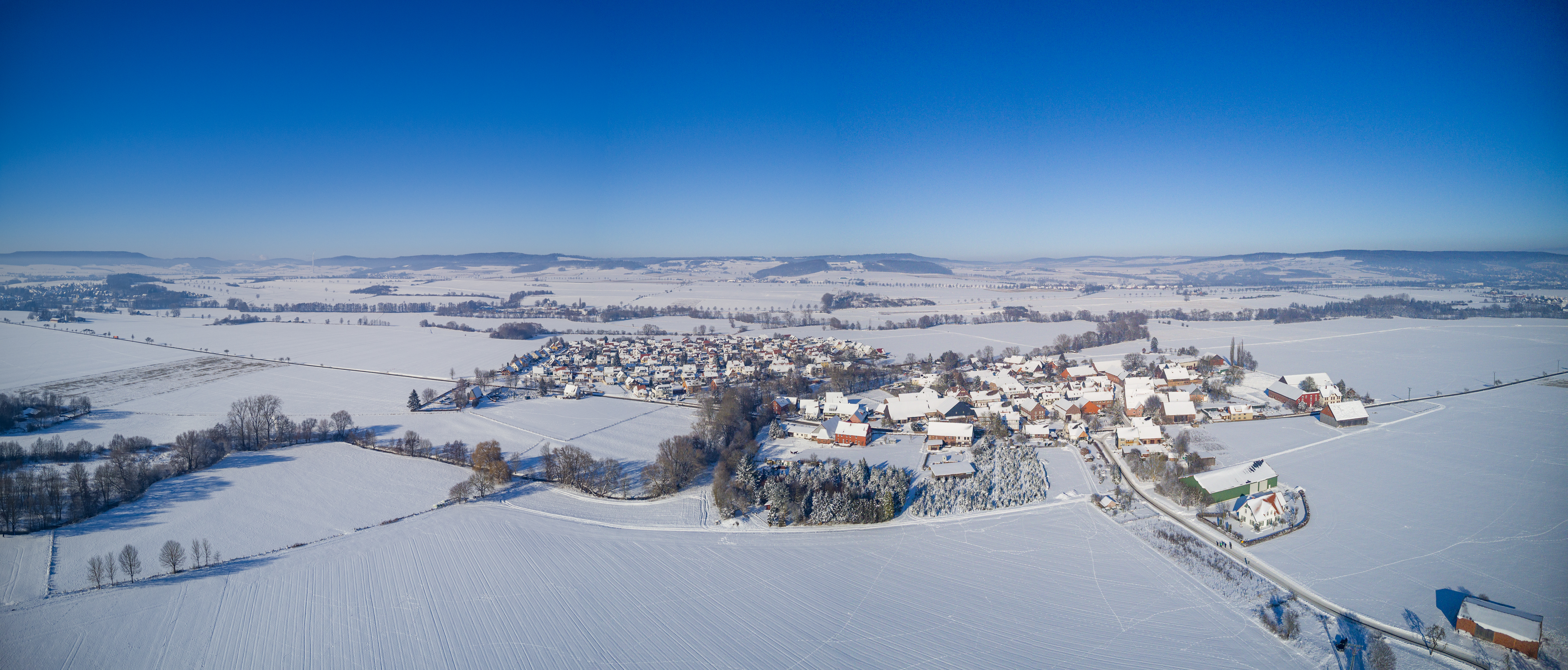
Holtensen im Winter (2021)

### Lage
Das Dorf Holtensen befindet sich im westlichen Teil der Stadt Einbeck und liegt an dem Fluss Dieße.

### Ortsgliederung
Die Ortschaft Holtensen gliedert sich in folgende Ortsteile:
- Holtensen (Hauptort)
- Juliusmühle (Ortslage)

## Geschichte

### Holtensen
Der Name des Dorfes Holtensen leitet sich vermutlich von Holthusen ab, der im Holz gelegenen Siedlung. Die Siedlung entstand an dem Fluss. Nördlich an diesen Dorfkern angrenzend wurde in den 1970er Jahren ein planmäßiger Ausbau des Ortes vorgenommen. Lange Zeit war Holtensen geteilt in den östlichen, zum Hannoverschen Amt Rotenkirchen gehörigen und den westlichen, zum Hildesheimischen Amt Hunnesrück gehörigen Teil. Das Statistische Handbuch für das Königreich Hannover gibt für das Jahr 1848 für den zum Amt Hunnesrück gehörigen Ortsteil 37 Wohngebäude mit 257 Einwohnern an, für den Teil des Amtes Einbeck, Vogtei Rotenkirchen, zwölf Wohngebäude mit 100 Einwohnern. Die beiden Ortsteile wurden 1873 zu einer Schulgemeinde zusammengeschlossen, für die 1877 eine neue Schule errichtet wurde, dem 1952 der Bau des heutigen Schulgebäudes folgte.
Die Holtenser Wassermühle im Westen des Dorfes war früher sowohl Mahl- als auch Sägemühle. 1975 wurde die Mühle im Zuge der Straßenverbreiterung (Kreisstraße 511) in Holtensen abgerissen und der Mühlengraben zugeschüttet.

### Juliusmühle

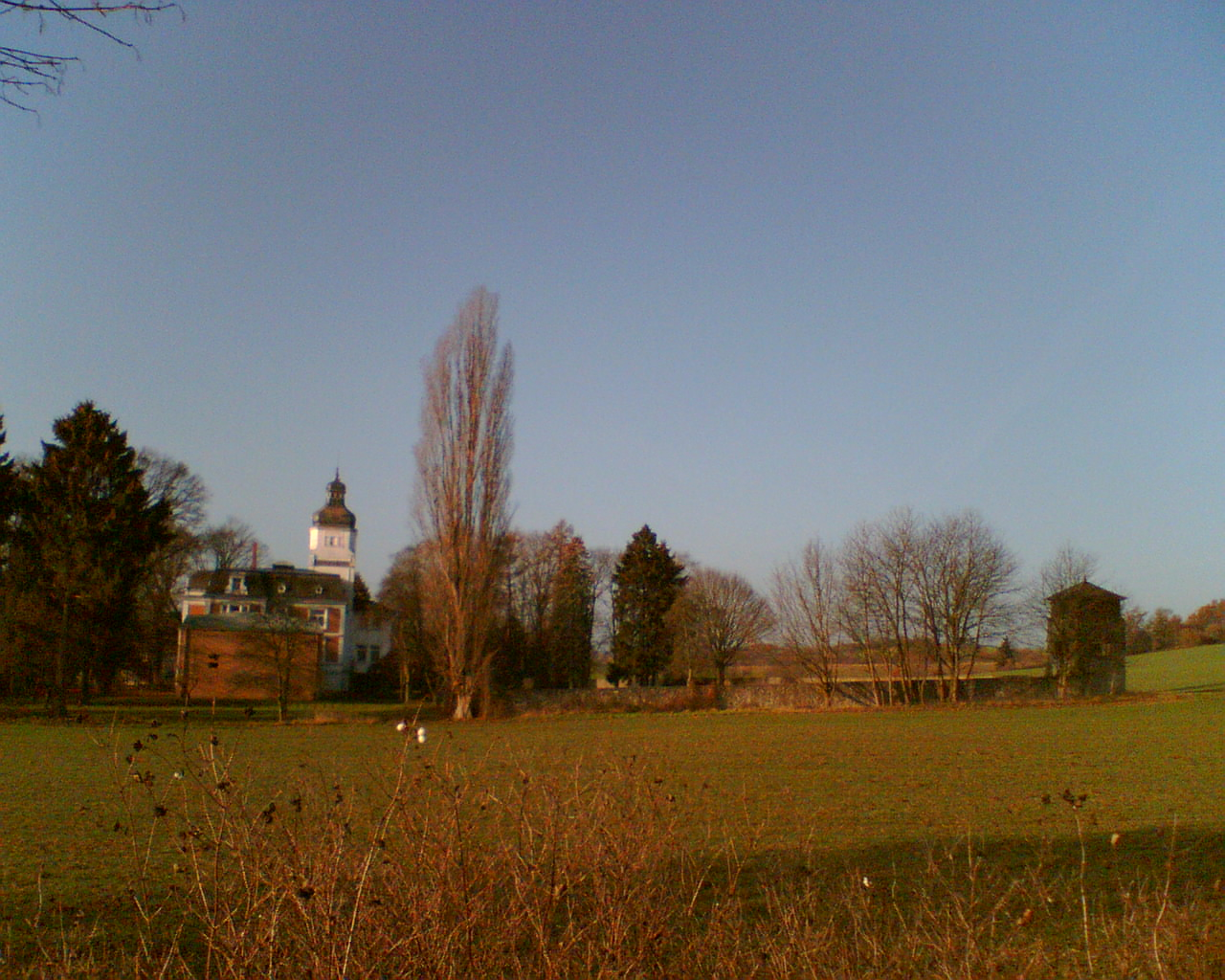
Die ehemalige Villa Arnold mit historischer Begrenzungsanlage am Standort Juliusmühle, heute Verwaltungssitz Renold

Juliusmühle ist eine Ortslage etwa einen Kilometer nördlich (⊙), direkt an der Landesstraße 580 und der Ilme. Herzog Julius gründete hier im 16. Jahrhundert eine Wassermühle. Sie gehörte zum Amt Rotenkirchen, bis dieses im Zuge der Reformen der Landdrostei Hildesheim in das Amt Einbeck überging. Die Wassermühle wurde in späteren Jahrhunderten privatisiert, umgenutzt und stillgelegt. Das Herrenhaus des Grundstücks wurde von Otto Arnold, Geschäftsführer einer metallverarbeitenden Fabrik bewohnt. 1949 eröffnete man in der Villa eine Heimvolkshochschule, die 1951 nach Goslar umzog und seitdem dort besteht. Ab 1871 war Juliusmühle eine Station der Personenpost an der Strecke zwischen Einbeck und Dassel, die ab 1882 durch die Ilmebahn bedient wurde. Seit ihrer Eröffnung 1883 bis zur Einstellung des Personenverkehrs 1975 besaß Juliusmühle einen Haltepunkt an der Bahnstrecke Einbeck–Dassel.

### Eingemeindungen
Die zuvor selbständige Gemeinde Holtensen wurde am 1. Februar 1971 freiwillig durch Eingemeindung zur Ortschaft der Stadt Einbeck.

### Einwohnerentwicklung
| Jahr      | 1848        | 1910   | 1925   | 1933   | 1939   | 1950   | 1956   | 1961  | 1970  | 2012   | 2017   | 2020   |
| --------- | ----------- | ------ | ------ | ------ | ------ | ------ | ------ | ----- | ----- | ------ | ------ | ------ |
| Einwohner | 357         | 393    | 390    | 362    | 368    | 669    | 649    | 630   | 737   | 625    | 591    | 596    |
| Quelle    | [ 3 ] [ 4 ] | [ 10 ] | [ 11 ] | [ 11 ] | [ 11 ] | [ 12 ] | [ 12 ] | [ 1 ] | [ 1 ] | [ 13 ] | [ 14 ] | [ 15 ] |

|  |

## Politik

### Ortsrat
Der Ortsrat von Holtensen setzt sich aus sieben Ratsmitgliedern der folgenden Partei zusammen:
- SPD: 7 Sitze

(Stand: Kommunalwahl 12. September 2021)

### Ortsbürgermeister
Der Ortsbürgermeister ist Thomas Kahle (SPD).

#### Chronik der Bürgermeister und Gemeindevorsteher
Bis nach 1934 hatte Holtensen Gemeindevorsteher. Die Bezeichnung 'Bürgermeister' wurde während der Amtszeit Walter Traupes eingeführt.
Liste der Bürgermeister und Gemeindevorsteher (in absteigender Reihenfolge):
- 2016 bis dato Thomas Kahle (SPD)
- 2011 bis 2016 Heinrich Halbfaß (SPD)
- 1999 bis 2011 Hans-Jürgen Stahlmann (parteilos)
- unbekannt
- 1947 bis 1975 August Gremmel
- 1945 bis 1947 Joussen (durch US-Besatzung eingesetzt)
- 1934 bis 1945 Walter Traupe
- 1924 bis 1934 Willi Halbfaß
- 1921 bis 1924 Willhelm Dehne
- 1910 bis 1921 Heinrich Schaper

### Wappen
Auf dem roten Wappenschild liegt oberhalb ein silberner Pferdekopf, unterhalb eine Rollenkette in Silber, welche im Ortsteil Juliusmühle industriell gefertigt werden. Damit wird auf das Nebeneinander von Landwirtschaft und Industrie im Ort hingewiesen.
Das Wappen wurde von Otto Rössler von Wildenhain entworfen und am 1. Oktober 1951 durch den Niedersächsischen Minister des Inneren, Richard Borowski, genehmigt.

## Kultur und Sehenswürdigkeiten

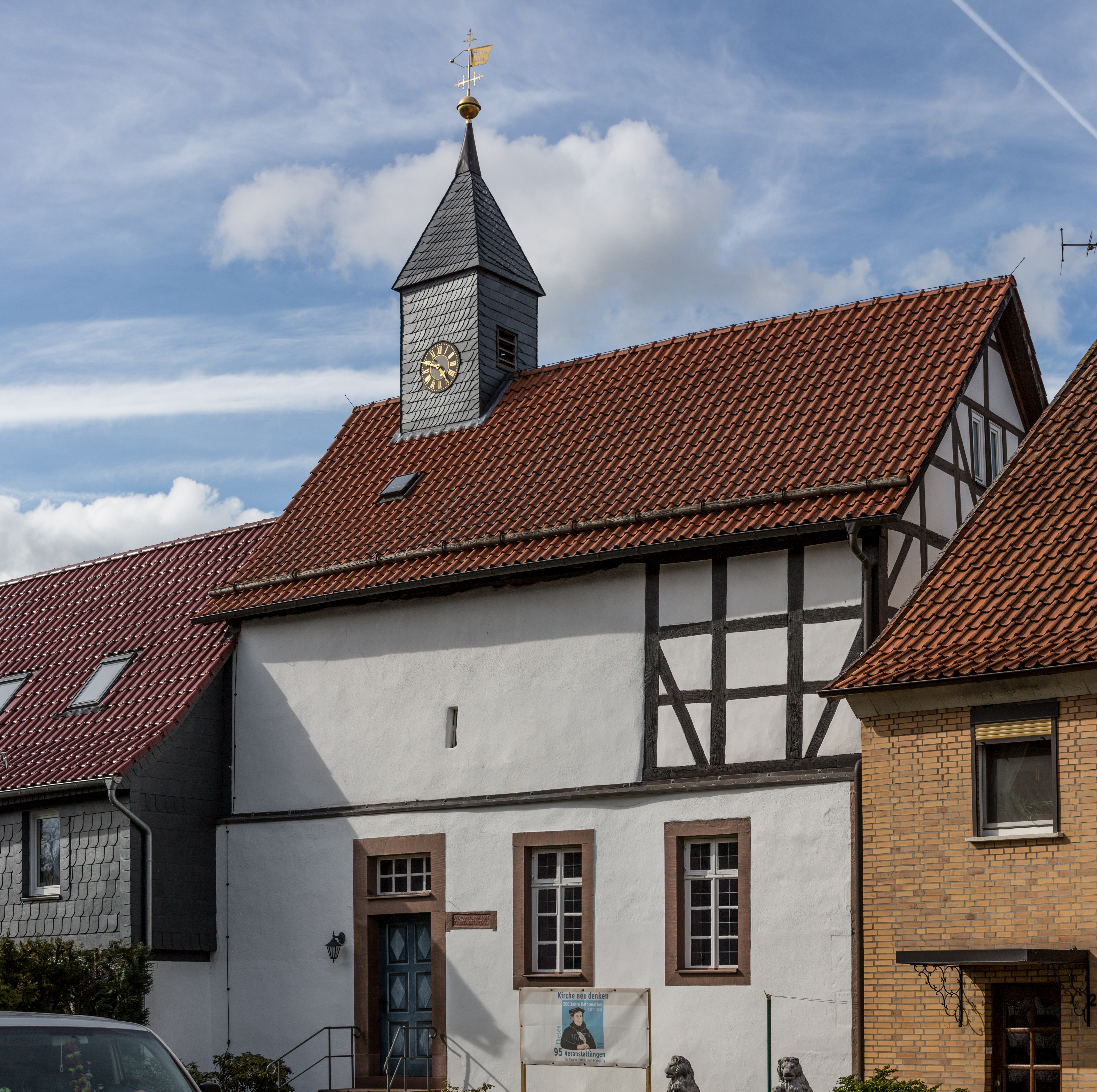
Holtenser Kapelle

### Bauwerke
Die Kapelle von 1594 ist das älteste Gebäude des Ortes. Es handelt sich um ein mit Dachreiter ausgestattetes Gebäude. Die Kirchengemeinde gehört zum Kirchenkreis Leine-Solling.

### Vereine
- Freiwillige Feuerwehr Holtensen, dazugehörend eine Kinder- sowie eine Jugendfeuerwehr
- Gesangverein Concordia Holtensen
- Holtenser Karnevalsverein
- Kulturverein
- Posaunenchor Holtensen/Hullersen
- SV Ilmetal

## Wirtschaft und Infrastruktur

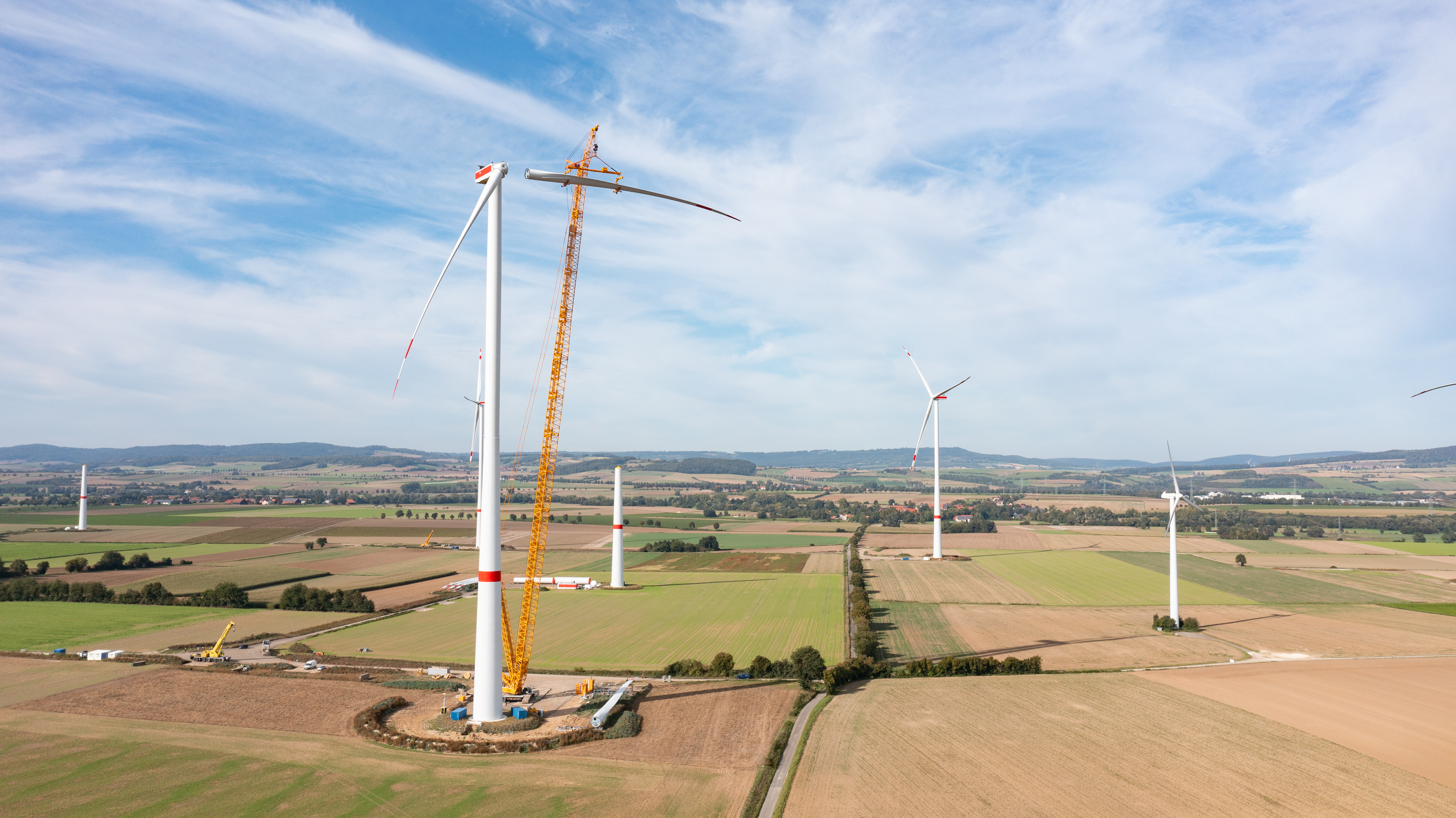
Windpark Holtensen-Hullersen

### Unternehmen
Die Juliusmühle ist Standort einer traditionsreichen Kettenfabrik, die heute zur Renold GmbH gehört und früher auch einen Gleisanschluss an die Ilmebahn besaß. Ferner gibt es im Ort einen Maschinenvertrieb, eine Möbeltischlerei und ein Hersteller von Drohnenzubehör.

### Öffentliche Einrichtungen

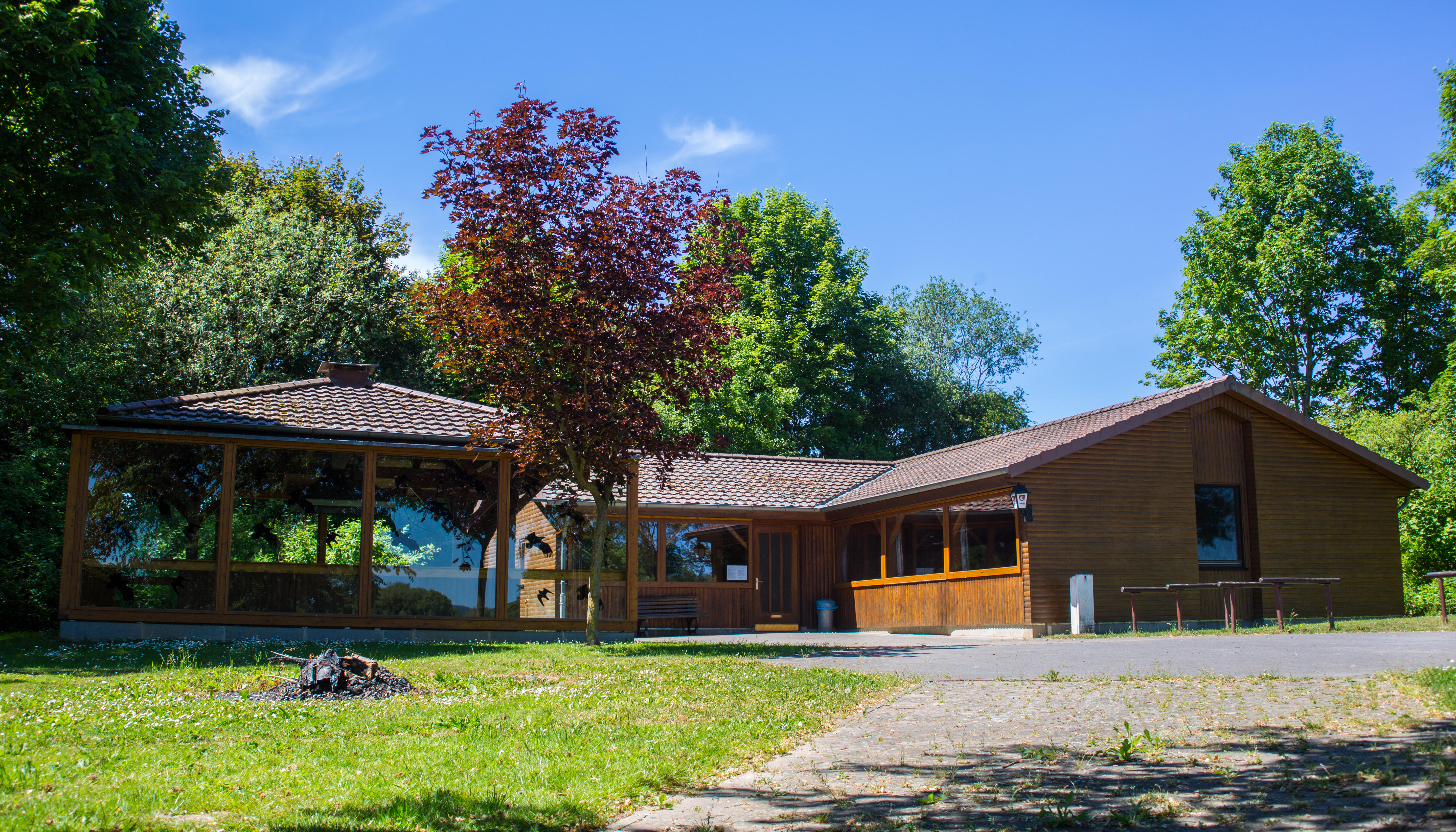
Holtenser Grillhütte

Den Vereinen und Einwohnern von Holtensen steht eine Turnhalle und eine mietbare Grillhütte (eingeweiht 11. April 1998), an welcher auch das alljährliche Osterfeuer stattfindet, zur Verfügung. An die Turnhalle angeschlossen ist eine zum Fußballspielen geeignete Wiese, die auch über zwei Tore verfügt, welche am Spielplatz angrenzt.
Südlich des Ortes befindet sich ein Modellflugplatz, der vom Modellbau-Club Radio Control Einbeck e. V. betrieben wird. Der Verein ist nicht direkt mit dem Ort verbunden.
Im Ort gibt es einen Kindergarten.

### Bildung
Holtensen verfügte bis 2014 über eine Grundschule, an welcher die ersten und zweiten Klassen der Grundschulen Dassensen-Holtensen unterrichtet wurden. Durch einen Beschluss des Einbecker Schulausschusses auf einer Sondersitzung am 20. Juni 2013 wurde die Grundschule Dassensen/Holtensen zum 1. August 2014 geschlossen.

### Verkehr
Durch den Ort führt der Radweg der Europaroute (D3) als Teil des Europaradweg R1. Dieser ist ab der Juliusmühle nicht ausgebaut und führt zwischen Holtensen und Hullersen über einen nicht asphaltierten Feldweg.